# Mantronix
Mantronix fue un influyente grupo musical en los años 1980 de hip hop y electro. Fue fundado por el DJ Kurtis Mantronik (Kurtis el Khaleel) y el rapero MC Tee (Touré Embden). Mantronix sufrió varios cambios tanto estilísticos como en sus integrantes durante sus 7 años de existencia (1984-1991), desde el sonido old school rap hasta el electro funk, si bien el grupo es principalmente recordado por su original y fuertemente sintetizada mezcla de old school hip hop con electro funk.

## Discografía

### Álbumes
| Información del álbum |
| --- |
| Mantronix: The Album - Publicado: 1985 - Posición en listas: #47 Top R&B/Hip-Hop Álbumes - Certificado RIAA: - Singles: "Fresh Is The Word", "Bassline", "Needle To The Groove", "Ladies" |
| Music Madness - Publicado: 1986 - Posición en listas: #27 Top R&B/Hip-Hop Álbumes - Certificado RIAA: - Singles: "Who Is It?", "Scream", "We Control The Dice"                            |
| In Full Effect - Publicado: 1988 - Posición en listas: #18 Top R&B/Hip-Hop Álbumes - Certificado RIAA: - Singles: "Simple Simon", "Join Me Please...", "Do You Like...Mantronik?"         |
| This Should Move Ya - Publicado: 1990 - Posición en listas: #61 Top R&B/Hip-Hop Álbumes - Certificado RIAA: Oro - Singles: "Got To Have Your Love", "Take Your Time (featuring Wondress)" |
| The Incredible Sound Machine - Publicado: 1991 - Posición en listas: - Certificado RIAA: - Singles: "Don't Go Messin' With My Heart", "Step To Me"                                        |

### Álbumes recopilatorios
| Album information |
| --- |
| The Best of Mantronix (1986-1988) - Publicado: 1990 - Posición en listas: - Certificado RIAA: - Singles:                                                                                           |
| The Best of Mantronix 1985-1999 - Publicado: 15 de marzo de 1999 - Posición en listas: - Certificado RIAA: - Singles: "Needle To The Groove", "Bassline", "King Of The Beats", "Push Yer Hands Up" |
| That's My Beat - Publicado: 2002 - Posición en listas: - Certificado RIAA: |
| Remixed & Rare - Publicado: 25 de mayo de 2004 - Posición en listas: - Certificado RIAA: |
| The Ultra Selection - Publicado: 14 de marzo de 2005 - Posición en listas: - Certificado RIAA: |